# Indios del Bóer
Los Indios del Bóer es un equipo de béisbol profesional de Managua, Nicaragua que compite en la Liga de Béisbol Profesional Nacional. Los partidos como local se juegan en Estadio Nacional Dennis Martínez. Han ganado la Liga de Béisbol Profesional Nacional 9 veces, 3 en la primera etapa de la Liga en la década de los 50's y 60's, mientras que los últimos 6 han sido en la segunda etapa de la Liga, del 2004 a la actualidad. En ambas etapas, Indios es el equipo más ganador del béisbol profesional de Nicaragua. El equipo, al igual que los aficionados, son conocidos como "La Tribu".

## Historia
Indios del Bóer fue fundado como "Bóer". El Bóer surgió a la vida deportiva en 1905, la palabra “Boer” no es la correcta, sino, “Boers” (en idioma holandés significa “Campesino y Colono”). 
Bóer: Sinónimo de rebeldía, patriotismo, alegría, resistencia, popularidad y abnegación: valores legados por los colonos holandeses durante su tenaz lucha y heroica resistencia librada contra los interventores del imperio inglés. 
El club fue fundado en 1905 por Carter Donaldson, embajador americano con residencia en Nicaragua, su hijo Agustín Donaldson y Francisco Caparro. Caparro también jugó en "Los Indios" como lanzador y fue el primer capitán de este equipo.
Desde su fundación el club ha tenido diferentes nombres, entre ellos cabe destacar:
1. Nicarao
2. Búfalos del Bóer
3. Bóer-Victoria
4. Bóer-Managua

El uniforme de "Los Indios" es: gorra roja, camiseta blanca y roja, pantalones blancos y calcetines negros.